# Thomas Kretschmann
Thomas Kretschmann, född 8 september 1962 i Dessau i Sachsen-Anhalt i dåvarande Östtyskland, är en tysk skådespelare. Han har förutom i Tyskland också haft stora framgångar i England och USA. Kretschmann har medverkat i ett flertal filmer om andra världskriget, bland annat Undergången som släpptes 2004 där han spelar Hermann Fegelein.

## Filmografi (i urval)
- 1992 – I örnens klor
- 1992 – Krigarens hjärta
- 1993 – Stalingrad
- 1996 – Stendhals syndrom
- 1997 – Prins Valiant
- 2000 – U-571
- 2002 – The Pianist
- 2002 – Blade II
- 2003 – 24 gästroll
- 2004 – Undergången (SS-Gruppenführer Hermann Fegelein)
- 2004 – Immortal
- 2004 – Resident Evil: Apocalypse
- 2005 – King Kong
- 2007 – In Transit
- 2007 – Eichmann – dödens underskrift (Adolf Eichmann)
- 2008 – Wanted
- 2008 – Kapningen av Lufthansa 181 (kapten Jürgen Schumann)
- 2008 – Valkyria (överste Otto Ernst Remer)
- 2008 – Transsiberian
- 2009 – Young Victoria (kung Leopold I av Belgien)
- 2010 – The Diamond Job
- 2011 – Bilar 2 (röst)
- 2011 – Hostel: Part III
- 2013 – Dracula
- 2013 – Stalingrad (2013)
- 2014 – Captain America: The Winter Soldier
- 2014 – Miljonsvindeln
- 2015 – Avengers: Age of Ultron
- 2015 – Hitman: Agent 47
- 2016 – Whiskey Tango Foxtrot
- 2016 – Central Intelligence
- 2017 – Jungle
- 2017 – Berlin Station (TV-serie)
- 2020 – Flykten över Pyrenéerna
- 2020 – Westworld (TV-serie)
- 2020 – Penny Dreadful: City of Angels (TV-serie)
- 2020 – Greyhound
- 2023 – Indiana Jones and the Dial of Destiny
- 2023 – Gran Turismo
- 2023 – Infinity Pool
- 2025 – Fall for Me